# Dicotyledoneae
Magnoliopsida es un taxón de plantas que fue utilizado en sistemas de clasificación muy populares como el de Cronquist (Cronquist 1981, 1988), cuya circunscripción coincide con la circunscripción de las dicotiledóneas (llamadas así por tener típicamente durante las primeras etapas del desarrollo dos cotiledones, llamadas Dicotyledonea en sistemas de clasificación como el de Engler), nombre que por lo tanto es un sinónimo de este taxón. Este taxón ha estado muy arraigado en los sistemas de clasificación durante mucho tiempo, pero ahora se sabe que es parafilético con respecto a las monocotiledóneas, y por lo tanto sus caracteres (por ejemplo el embrión con dos cotiledones) son caracteres que ya existían en algún ancestro común a las dicotiledóneas y las monocotiledóneas (son caracteres "plesiomórficos", comunes a todas las angiospermas o incluso a todas las plantas con semilla) y las monocotiledóneas no los poseen porque los perdieron después de haberlos adquirido. Según la taxonomía tal como se la entiende mayoritariamente hoy en día, los taxones parafiléticos deben ser abandonados, y deben ser utilizados en las clasificaciones solo taxones monofiléticos, por lo que en sistemas de clasificación modernos como el APG III (2009) y el APWeb (2001 en adelante), el taxón fue abandonado.
Las dicotiledóneas están formadas por 6 grupos monofiléticos presentes en las clasificaciones modernas, el mayor de ellos fue llamado Eudicotyledoneae (eu- significa "verdadero"). Las eudicotiledóneas comprenden al 75 % de las especies de angiospermas, y poseen muchos de los caracteres que antes se habían atribuido a las dicotiledóneas, como el polen tricolpado (y los derivados de este). Los demás grupos son Amborellaceae, Nymphaeaceae, Austrobaileyales, Magnoliidae (que ahora incluye a Chloranthaceae), y Ceratophyllales.

## Descripción
Introducción teórica en Terminología descriptiva de las plantas
Los caracteres pertenecientes a la angiosperma ancestral y perdidos en la rama de la que se originaron las monocotiledóneas son:
- La radícula del embrión no aborta como en las monocotiledóneas sino que da origen a una raíz primaria persistente (en las monocotiledóneas la función de absorción la cumplen las raíces adventicias).
- Los nervios de las hojas forman patrones pinados o palmados ("venación reticulada") a diferencia de las monocotiledóneas que adquirieron una venación paralela.
- Los verticilos de las flores están formados por 4 o 5 piezas generalmente (en lugar de 3 como en las monocotiledóneas).

Un carácter que tradicionalmente fue atribuido a las dicotiledóneas, que es el polen tricolpado y los derivados de este (en las monocotiledóneas el polen es monosulcado), en realidad es un carácter originado en un subgrupo de las dicotiledóneas llamado Eudicotyledoneae, siendo el polen del resto de las dicotiledóneas monosulcado, que es como se encuentra en las monocotiledóneas (y en la angiosperma ancestral).
La presencia de algunos caracteres considerados tradicionalmente característicos de las dicotiledóneas, se encuentran tanto en las dicotiledóneas como en las gimnospermas, por lo tanto son plesiomorfías de todas las plantas con semilla, que fueron perdidas en las monocotiledóneas, a saber:
- la presencia de dos o más cotiledones en los embriones, a diferencia de las monocotiledóneas que poseen solo uno,
- en el corte transversal del tallo ("estela") se observa que el xilema y el floema se disponen formando un anillo, según un patrón llamado eustela (a diferencia de la atactostela de las monocotiledóneas),
- el tallo crece en grosor con formación de leña o madera ("crecimiento secundario"), a diferencia de las monocotiledóneas que han perdido la capacidad de crecer en grosor de esa forma (algunas monocotiledóneas, como las palmeras, crecen en grosor por aumento del tejido parenquimático, sin formación de leña).

## Filogenia
Los análisis cladísticos hechos sobre la morfología y las secuencias de ADN cloroplastídico, mitocondrial y nuclear, no sostienen la división de las angiospermas en monocotiledóneas y dicotiledóneas (Olmstead et al. 1992a, Chase et al. 1993, Doyle 1996, 1998, Doyle et al. 1994, Donoghue y Doyle 1989, Graham y Olmstead 2000, Mathews y Donoghue 1999, Savolainen et al. 2000, Soltis et al. 2000, Zimmer et al. 2000, Hilu et al. 2003, Zanis et al. 2003).
En todos los análisis las dicotiledóneas son un grupo parafilético, y los caracteres morfológicos ya mencionados son plesiomórficos dentro de las angiospermas (salvo el polen tricolpado y sus derivados).
Las dicotiledóneas están compuestas por los grupos monofiléticos:
|  | Amborellaceae |
|  |               |

|  | Nymphaeales |
|  |             |

|  | Amborellaceae |
|  |               |

|  | Nymphaeales |
|  |             |

|  | Austrobaileyales |
|  |                  |

|  | Chloranthaceae |
|  |                |

|  | Magnoliidae |
|  |             |

|  | Chloranthaceae |
|  |                |

|  | Magnoliidae |
|  |             |

|  | Ceratophyllales |
|  |                 |

|  | Eudicotyledoneae |
|  |                  |

|  | Ceratophyllales |
|  |                 |

|  | Eudicotyledoneae |
|  |                  |

|  | Ceratophyllales |
|  |                 |

|  | Eudicotyledoneae |
|  |                  |

|  | Ceratophyllales |
|  |                 |

|  | Eudicotyledoneae |
|  |                  |

|  | Chloranthaceae |
|  |                |

|  | Magnoliidae |
|  |             |

|  | Chloranthaceae |
|  |                |

|  | Magnoliidae |
|  |             |

|  | Ceratophyllales |
|  |                 |

|  | Eudicotyledoneae |
|  |                  |

|  | Ceratophyllales |
|  |                 |

|  | Eudicotyledoneae |
|  |                  |

|  | Ceratophyllales |
|  |                 |

|  | Eudicotyledoneae |
|  |                  |

|  | Ceratophyllales |
|  |                 |

|  | Eudicotyledoneae |
|  |                  |

|  | Austrobaileyales |
|  |                  |

|  | Chloranthaceae |
|  |                |

|  | Magnoliidae |
|  |             |

|  | Chloranthaceae |
|  |                |

|  | Magnoliidae |
|  |             |

|  | Ceratophyllales |
|  |                 |

|  | Eudicotyledoneae |
|  |                  |

|  | Ceratophyllales |
|  |                 |

|  | Eudicotyledoneae |
|  |                  |

|  | Ceratophyllales |
|  |                 |

|  | Eudicotyledoneae |
|  |                  |

|  | Ceratophyllales |
|  |                 |

|  | Eudicotyledoneae |
|  |                  |

|  | Chloranthaceae |
|  |                |

|  | Magnoliidae |
|  |             |

|  | Chloranthaceae |
|  |                |

|  | Magnoliidae |
|  |             |

|  | Ceratophyllales |
|  |                 |

|  | Eudicotyledoneae |
|  |                  |

|  | Ceratophyllales |
|  |                 |

|  | Eudicotyledoneae |
|  |                  |

|  | Ceratophyllales |
|  |                 |

|  | Eudicotyledoneae |
|  |                  |

|  | Ceratophyllales |
|  |                 |

|  | Eudicotyledoneae |
|  |                  |

|  | Amborellaceae |
|  |               |

|  | Nymphaeales |
|  |             |

|  | Amborellaceae |
|  |               |

|  | Nymphaeales |
|  |             |

|  | Austrobaileyales |
|  |                  |

|  | Chloranthaceae |
|  |                |

|  | Magnoliidae |
|  |             |

|  | Chloranthaceae |
|  |                |

|  | Magnoliidae |
|  |             |

|  | Ceratophyllales |
|  |                 |

|  | Eudicotyledoneae |
|  |                  |

|  | Ceratophyllales |
|  |                 |

|  | Eudicotyledoneae |
|  |                  |

|  | Ceratophyllales |
|  |                 |

|  | Eudicotyledoneae |
|  |                  |

|  | Ceratophyllales |
|  |                 |

|  | Eudicotyledoneae |
|  |                  |

|  | Chloranthaceae |
|  |                |

|  | Magnoliidae |
|  |             |

|  | Chloranthaceae |
|  |                |

|  | Magnoliidae |
|  |             |

|  | Ceratophyllales |
|  |                 |

|  | Eudicotyledoneae |
|  |                  |

|  | Ceratophyllales |
|  |                 |

|  | Eudicotyledoneae |
|  |                  |

|  | Ceratophyllales |
|  |                 |

|  | Eudicotyledoneae |
|  |                  |

|  | Ceratophyllales |
|  |                 |

|  | Eudicotyledoneae |
|  |                  |

|  | Austrobaileyales |
|  |                  |

|  | Chloranthaceae |
|  |                |

|  | Magnoliidae |
|  |             |

|  | Chloranthaceae |
|  |                |

|  | Magnoliidae |
|  |             |

|  | Ceratophyllales |
|  |                 |

|  | Eudicotyledoneae |
|  |                  |

|  | Ceratophyllales |
|  |                 |

|  | Eudicotyledoneae |
|  |                  |

|  | Ceratophyllales |
|  |                 |

|  | Eudicotyledoneae |
|  |                  |

|  | Ceratophyllales |
|  |                 |

|  | Eudicotyledoneae |
|  |                  |

|  | Chloranthaceae |
|  |                |

|  | Magnoliidae |
|  |             |

|  | Chloranthaceae |
|  |                |

|  | Magnoliidae |
|  |             |

|  | Ceratophyllales |
|  |                 |

|  | Eudicotyledoneae |
|  |                  |

|  | Ceratophyllales |
|  |                 |

|  | Eudicotyledoneae |
|  |                  |

|  | Ceratophyllales |
|  |                 |

|  | Eudicotyledoneae |
|  |                  |

|  | Ceratophyllales |
|  |                 |

|  | Eudicotyledoneae |
|  |                  |

|  | Amborellaceae |
|  |               |

|  | Nymphaeales |
|  |             |

|  | Amborellaceae |
|  |               |

|  | Nymphaeales |
|  |             |

|  | Austrobaileyales |
|  |                  |

|  | Chloranthaceae |
|  |                |

|  | Magnoliidae |
|  |             |

|  | Chloranthaceae |
|  |                |

|  | Magnoliidae |
|  |             |

|  | Ceratophyllales |
|  |                 |

|  | Eudicotyledoneae |
|  |                  |

|  | Ceratophyllales |
|  |                 |

|  | Eudicotyledoneae |
|  |                  |

|  | Ceratophyllales |
|  |                 |

|  | Eudicotyledoneae |
|  |                  |

|  | Ceratophyllales |
|  |                 |

|  | Eudicotyledoneae |
|  |                  |

|  | Chloranthaceae |
|  |                |

|  | Magnoliidae |
|  |             |

|  | Chloranthaceae |
|  |                |

|  | Magnoliidae |
|  |             |

|  | Ceratophyllales |
|  |                 |

|  | Eudicotyledoneae |
|  |                  |

|  | Ceratophyllales |
|  |                 |

|  | Eudicotyledoneae |
|  |                  |

|  | Ceratophyllales |
|  |                 |

|  | Eudicotyledoneae |
|  |                  |

|  | Ceratophyllales |
|  |                 |

|  | Eudicotyledoneae |
|  |                  |

|  | Austrobaileyales |
|  |                  |

|  | Chloranthaceae |
|  |                |

|  | Magnoliidae |
|  |             |

|  | Chloranthaceae |
|  |                |

|  | Magnoliidae |
|  |             |

|  | Ceratophyllales |
|  |                 |

|  | Eudicotyledoneae |
|  |                  |

|  | Ceratophyllales |
|  |                 |

|  | Eudicotyledoneae |
|  |                  |

|  | Ceratophyllales |
|  |                 |

|  | Eudicotyledoneae |
|  |                  |

|  | Ceratophyllales |
|  |                 |

|  | Eudicotyledoneae |
|  |                  |

|  | Chloranthaceae |
|  |                |

|  | Magnoliidae |
|  |             |

|  | Chloranthaceae |
|  |                |

|  | Magnoliidae |
|  |             |

|  | Ceratophyllales |
|  |                 |

|  | Eudicotyledoneae |
|  |                  |

|  | Ceratophyllales |
|  |                 |

|  | Eudicotyledoneae |
|  |                  |

|  | Ceratophyllales |
|  |                 |

|  | Eudicotyledoneae |
|  |                  |

|  | Ceratophyllales |
|  |                 |

|  | Eudicotyledoneae |
|  |                  |

|  | Amborellaceae |
|  |               |

|  | Nymphaeales |
|  |             |

|  | Amborellaceae |
|  |               |

|  | Nymphaeales |
|  |             |

|  | Austrobaileyales |
|  |                  |

|  | Chloranthaceae |
|  |                |

|  | Magnoliidae |
|  |             |

|  | Chloranthaceae |
|  |                |

|  | Magnoliidae |
|  |             |

|  | Ceratophyllales |
|  |                 |

|  | Eudicotyledoneae |
|  |                  |

|  | Ceratophyllales |
|  |                 |

|  | Eudicotyledoneae |
|  |                  |

|  | Ceratophyllales |
|  |                 |

|  | Eudicotyledoneae |
|  |                  |

|  | Ceratophyllales |
|  |                 |

|  | Eudicotyledoneae |
|  |                  |

|  | Chloranthaceae |
|  |                |

|  | Magnoliidae |
|  |             |

|  | Chloranthaceae |
|  |                |

|  | Magnoliidae |
|  |             |

|  | Ceratophyllales |
|  |                 |

|  | Eudicotyledoneae |
|  |                  |

|  | Ceratophyllales |
|  |                 |

|  | Eudicotyledoneae |
|  |                  |

|  | Ceratophyllales |
|  |                 |

|  | Eudicotyledoneae |
|  |                  |

|  | Ceratophyllales |
|  |                 |

|  | Eudicotyledoneae |
|  |                  |

|  | Austrobaileyales |
|  |                  |

|  | Chloranthaceae |
|  |                |

|  | Magnoliidae |
|  |             |

|  | Chloranthaceae |
|  |                |

|  | Magnoliidae |
|  |             |

|  | Ceratophyllales |
|  |                 |

|  | Eudicotyledoneae |
|  |                  |

|  | Ceratophyllales |
|  |                 |

|  | Eudicotyledoneae |
|  |                  |

|  | Ceratophyllales |
|  |                 |

|  | Eudicotyledoneae |
|  |                  |

|  | Ceratophyllales |
|  |                 |

|  | Eudicotyledoneae |
|  |                  |

|  | Chloranthaceae |
|  |                |

|  | Magnoliidae |
|  |             |

|  | Chloranthaceae |
|  |                |

|  | Magnoliidae |
|  |             |

|  | Ceratophyllales |
|  |                 |

|  | Eudicotyledoneae |
|  |                  |

|  | Ceratophyllales |
|  |                 |

|  | Eudicotyledoneae |
|  |                  |

|  | Ceratophyllales |
|  |                 |

|  | Eudicotyledoneae |
|  |                  |

|  | Ceratophyllales |
|  |                 |

|  | Eudicotyledoneae |
|  |                  |

Se puede encontrar una discusión sobre la filogenia del grupo en Sistemática de angiospermas.
La mayoría de las dicotiledóneas pertenecen al clado Eudicotyledoneae (también llamadas "dicotiledóneas tricolpadas"), que tienen como sinapomorfías al polen tricolpado (y las modificaciones que haya sufrido posteriormente), y las secuencias de ADN rbcL, atpB, matK, y ADNr 18S.

## Taxonomía
Introducción teórica en Taxonomía
Una clasificación actualizada al año 2009 se puede encontrar en el sistema de clasificación APG III, y en el APWeb. En ellos se abandona el taxón dicotiledóneas y se usan en cambio los grupos monofiléticos arriba mencionados.
La anterior clasificación de las dicotiledóneas, la de Cronquist (1981 y 1988), en subclases, órdenes y familias se puede ver al desplegar la caja siguiente.